# Дельгадо, Кампо
Кампо Элиас Дельгадо Моралес (исп. Campo Elías Delgado Morales; 14 мая 1934 — 4 декабря 1986) — колумбийский ветеран Вьетнамской войны, известный убийством 29 человек и ранением 12 в ресторане Поццетто и его окрестностях. Застрелен полицией. Утверждается, что полиция несет ответственность за некоторые смерти, так как у Кампо при себе были только револьвер и нож, а на телах многих убитых в ресторане были обнаружены следы пуль калибра 9×19 от выстрелов Узи.

## Биография
Дельгадо родился 14 мая 1934 года в городе Чинакота, Колумбия, в семье Дона и Риты Элиас Моралес. У него были плохие отношения с сестрой. В 1941 году Кампо стал свидетелем самоубийства своего отца и всю жизнь винил в этом мать. 
О нём отзывались как о хорошем студенте, который плодотворно изучал медицину.
В 1970 Дельгадо служил в армии США, участвовал во Вьетнамской войне. Друзья говорили, что война сделала его антисоциальным и жестоким. Какое-то время он жил на улицах Нью-Йорка, но смог вернуться в Боготу. После войны преподавал частные уроки английского и пошёл учиться в университет Джавериана в Боготе. Он не мог поддерживать дружеские отношения, в чём обвинял свою мать. С годами он все больше и больше ненавидел свою мать.

## Убийства

### Подготовка
3 декабря 1986 года около полудня Дельгадо вошёл в банк Боготы, чтобы закрыть свой банковский счёт и снять все деньги — 49 896 долларов и 93 цента. Возник конфликт с кассиром из-за 43 центов, которые он не получил. 
Во второй половине дня 3 декабря или утром 4 декабря Дельгадо купил револьвер 38 калибра компании Llama и 500 патронов.

### Жилые здания
Примерно в 14:00 4 декабря Дельгадо вошёл в квартиру, где вместе со своей семьёй жила его 14-летняя ученица, которой он давал частные уроки английского языка. В квартире находились только ученица и её мать. Дельгадо надел наручники на мать ученицы, заткнул ей рот и убил её четырьмя ударами ножа на диване в гостиной. Он так же заткнул рот ученице и связал её, прежде чем нанести 22 удара ножом. Их тела были найдены на следующий день.
В 16:00 Дельгадо вернулся в свою квартиру. Около 17:30, после громкого спора с матерью, он убил её одним ударом ножа по задней части шеи, а затем обернул тело в газеты, облил бензином и поджог. Затем Дельгадо взял револьвер и портфель, содержащий пять коробок с боеприпасами и нож, и побежал через жилой комплекс, крича «Огонь! Огонь!» (исп. Fuego! Fuego!). Он спустился вниз и позвонил в квартиру, где жили две студентки, сказав, что ему нужно позвонить в пожарную службу. Как только они открыли дверь, Дельгадо убил обеих женщин одиночными выстрелами в голову, а затем отправился в соседнюю квартиру, где он сделал то же самое с женщиной, которая была встревожена стрельбой и открыла дверь, чтобы узнать что случилось.
Затем Дельгадо спустился на первый этаж, где позвонил в квартиру, снова притворившись, что ему нужно позвонить в пожарную службу. В квартире находились четыре женщины. Трёх он застрелил, а одна спасла себе жизнь, выбежав во двор.
Вне здания Дельгадо несколько минут смотрел на плакат, рекламирующий пьесу «Кровавая Свадьба» в местном театре. Тем временем выбежавшая во двор женщина остановила патруль полиции и попросила у них помощи, однако полицейские, увидев пожар на четвёртом этаже и не разобравшись в ситуации, не вмешались.
Потом Дельгадо отправился в дом, где жила семья Кастро, с которой он дружил уже пять лет. Он прибыл туда примерно через 15 минут во взволнованном состоянии. Несмотря на свою привычку быть немногословным, Дельгадо не переставая говорил, повторял несколько раз предложения и ходил по гостиной. По словам Клеменсии де Кастро, Дельгадо сказал ей, что он приехал попрощаться, поскольку купил билет и безвозвратно отправится в поездку в США или Китай.
В 18:45 Дельгадо оставил Кастро, заверив их, что они узнают о нём, и отправился в итальянский ресторан Поццетто (Pozzetto) в районе Чапинеро (Chapinero), где он был завсегдатаем, выбросив по пути охотничий нож. К этому времени полицейские и журналисты искали убийцу по всему городу.

### Ресторан Поццетто
Дельгадо прибыл в ресторан около 19:15, заказал полбутылки красного вина и спагетти болоньезе. Официанты заметили, что во время еды Дельгадо несколько раз ходил в туалет. Закончив есть, Дельгадо стал читать американский журнал, заказал две отвёртки и оплатил счёт. Выпив третью водку около четверти восьмого, он сел за стойку дожидаться четвёртой.
Около 21:15 Дельгадо открыл огонь по людям. Дельгадо ранил 32 человека, 20 из них смертельно. Его тактика заключалась в том, чтобы загнать жертву в угол и в упор выстрелить в лоб, а затем перейти к следующей жертве. Дельгадо пообещал себе не убивать детей, но он случайно убил шестилетнюю девочку, сидящую за соседним столом, из-за осечки револьвера. Десять минут спустя прибыли полицейские и началась перестрелка, продолжавшаяся одну минуту. По всей видимости, Кампо застрелили сотрудники полиции. Также существует мнение, что Дельгадо покончил жизнь самоубийством. Сотрудники полиции, сравнивая пули, обнаружили, что Дельгадо был застрелен их коллегами во время перезарядки своего револьвера.

### Жертвы
Убитые:
- Нора Исабель Бесерра де Ринкон (исп. Nora Isabel Becerra de Rincón)
- Клаудия Марсела Ринкон (исп. Claudia Marcela Rincón)
- Рита Элиза Моралес де Дельгадор (исп. Rita Elisa Morales de Delgador)
- Глория Исабель Агудело Леон (исп. Gloria Isabel Agudelo León)
- Глория Инес Горди Галат (исп. Gloria Inés Gordi Galat)
- Нельси Патрисия Кортес (исп. Nelsy Patricia Cortés)
- Матильда Росио Гонсалес Рохас (исп. Matilde Rocío González Rojas)
- Мерседес Гамбоа Гонсалес (исп. Mercedes Gamboa Gonzáles)
- Мария Клаудия Бермудес Дуран (исп. Maria Claudia Bermúdez Durán)
- Диана Куэвас (исп. Diana Cuevas)
- Карлос Альфредо Кабал Кабал (исп. Carlos Alfredo Cabal Cabal)
- Консуэло Песантес Андраде (исп. Consuelo Pezantes Andrade)
- Антонио Максимилиано Песантес (исп. Antonio Maximiliano Pezantes)
- Эрнандо Ладино Бенавидес (исп. Hernando Ladino Benavides)
- Грасе Гусман Валенсуэла (исп. Grace Guzmán Valenzuela)
- Джорджио Пинди Ванелли (итал. Giorgio Pindi Vanelli)
- Зулемита Глогоуэр Лестер (англ. Zulemita Glogower Lester)
- Альваро Х. Монтес (исп. Alvaro J. Montes)
- Хайро Энрике Гомес Ремолина (исп. Jairo Enrique Gómez Remolina)
- Рита Хулия Валенсуэла де Гусман (исп. Rita Julia Valenzuela de Guzmán)
- Андрес Монтаньо Фигуэроа (исп. Andrés Montaño Figueroa)
- Альваро Перес Буитраго (исп. Alvaro Pérez Buitrago)
- Соня Адриана Альварадо (исп. Sonia Adriana Alvarado)
- Гильермо Уманья Монтоя (исп. Guillermo Umaña Montoya)
- Марги Кубильос Гарсон (исп. Margie Cubillos Garzón)
- Лауреано Баутиста Фахардо (исп. Laureano Bautista Fajardo)
- Сандра Энао де Лопес (исп. Sandra Henao de López)
- Хосе Дарио Мартинес (исп. Jose Dario Martinez)

Раненые:
- Виктор Маурисио Перес Серрано (исп. Victor Mauricio Pérez Serrano)
- Марибель Арсе де Перес (исп. Maribel Arce de Pérez)
- Хульет Робледо (исп. Juliet Robledo)
- Джудит Глогоуэр Лестер (англ. Judith Glogower Lester)
- Мириам Ортис де Паррадо (исп. Miriam Ortiz de Parrado)
- Альфонсо Кубильос (исп. Alfonso Cubillos)
- Йоланда Гарсон де Кубильос (исп. Yolanda Garzón de Cubillos)
- Джон Кубильос Гарсон (исп. John Cubillos Garzón)
- Педро Хосе Сармьенто (исп. Pedro José Sarmiento)

## В популярной культуре
В 2002 году колумбийский писатель Марио Мендоса Самбрано опубликовал роман «Сатана», в котором анализируется жизнь Дельгадо. В 2002 книга получила Премию Библиотеки Бреве. Мендоза Самбрано посещал тот же курс литературы университета в Боготе, что и Дельгадо, когда они были студентами, и он даже говорил с Дельгадо за несколько дней до стрельбы.
В 2006 году колумбийские режиссёр Андрес Байс снял фильм «Сатана» по книге Самбрано.